# WTA Challenger Honolulu
Das WTA Challenger Honolulu (offiziell: Hawaii Open) ist ein Tennisturnier der WTA Challenger Series, das seit 2016 in der Vorstadt Waipahu im Honolulu County auf der Insel Oʻahu, Hawaii ausgetragen wird.

## Siegerliste

### Einzel
| Jahr | Siegerin         | Finalgegnerin | Ergebnis      |
| ---- | ---------------- | ------------- | ------------- |
| 2016 | Catherine Bellis | Zhang Shuai   | 6:4, 6:2      |
| 2017 | Zhang Shuai      | Jang Su-jeong | 0:6, 6:2, 6:3 |

### Doppel
| Jahr | Siegerinnen                 | Finalgegnerinnen           | Ergebnis          |
| ---- | --------------------------- | -------------------------- | ----------------- |
| 2016 | Eri Hozumi Miyu Katō        | Nicole Gibbs Asia Muhammad | 6:73, 6:3, [10:8] |
| 2017 | Hsieh Shu-ying Hsieh Su-wei | Eri Hozumi Asia Muhammad   | 6:1, 7:63         |